# Alcatipay
Alcatipay (mapudungún alkatripai "salió virilmente"), jefe araucano del Siglo XVI.

## Biografía
En 1553 participó en el ataque a la plaza de Arauco con 80 hombres, para abrir las puertas del fuerte al que procedió a la entrada del caudillo Caupolicán y sus hombres. Lograron entrar, pero luego fueron derrotados al llegar más refuerzos españoles al fuerte. En este destacado episodio de la guerra en la Araucanía, los españoles, favorecidos por la llegada de tropas de refuerzo, terminaron derrotando a las tropas indígenas.